# Cecil Kellaway
Cecil Lauriston Kellaway (n. 22 august 1890, Cape Town, Colonia Capului – d. 28 februarie 1973, Hollywood, California, SUA) a fost un actor britanic și sud-african. El a fost nominalizat de două ori la premiul Oscar pentru cel mai bun actor în rol secundar, pentru Norocul Irlandezului (1948) și  Ghici cine vine la cină ? (1967).

## Filmografie completă
- Bond and Word (1918)
- The Hayseeds (1933) - Dad Hayseed
- It Isn't Done (1937) - Hubert Blaydon; bauat pe o povestire originală a lui Kellaway
- Wise Girl (1937) - Fletcher's Butler (neconfirmat)
- Everybody's Doing It (1938) - Mr. Beyers
- Double Danger (1938) - Fetrisss / Gilhooley
- Night Spot (1938) - Willard Lorryweather
- Maid's Night Out (1938) - Geoffrey
- This Marriage Business (1938) - Police Chief Hardy
- Law of the Underworld (1938) - Phillips – Gene's Butler (nemenționat)
- Blond Cheat (1938) - Rufus Trent
- Smashing the Rackets (1938) - Barrett (nemenționat)
- Tarnished Angel (1938) - Reginald 'Reggie' Roland
- Annabel Takes a Tour (1938) - Strothers, River-Clyde's Publisher (nemenționat)
- Gunga Din (1939) - Mr. Stebbins (nemenționat)
- Wuthering Heights (1939) - Earnshaw
- Mr. Chedworth Steps Out (1939) - George Chedworth
- The Sun Never Sets  (1939) - Colonial Official
- Man About Town (1939) - Headwaiter (nemenționat)
- The Under-Pup (1939) - Mr. Wendelhares (nemenționat)
- Intermezzo (1939) - Charles Moler
- We Are Not Alone (1939) - Judge
- Mexican Spitfire (1940) - Mr. Chumley
- The Invisible Man Returns (1940) - Inspector Sampson
- The House of the Seven Gables (1940) - Philip Barton
- Adventure in Diamonds (1940) - Emerson
- Phantom Raiders (1940) - Franklin Morris
- Brother Orchid (1940) - Brother Goodwin
- Pop Always Pays (1940) (scenes cut)
- The Mummy's Hand (1940) - The Great Solvani
- Diamond Frontier (1940) - Noah
- Mexican Spitfire Out West (1940) - Mr. Chumley
- The Letter (1940) - Prescott
- South of Suez (1940) - Henry Putnam
- Lady with Red Hair (1940) - Mr. Chapman
- West Point Widow (1941) - Dr. Spencer
- A Very Young Lady (1941) - Professor Starkweather
- Burma Convoy (1941) - Angus McBragel
- New York Town (1941) - Shipboard Host
- Birth of the Blues (1941) - Granet
- Appointment for Love (1941) - O'Leary
- The Night of January 16th (1941) - Oscar
- Bahama Passage (1941) - Captain Jack Risingwell
- The Lady Has Plans (1942) - Peter Miles
- Take a Letter, Darling (1942) - Uncle George
- Small Town Deb (1941) - Henry Randall
- Are Husbands Necessary? (1942) - Dr. Buell
- Night in New Orleans (1942) - Dan Odell

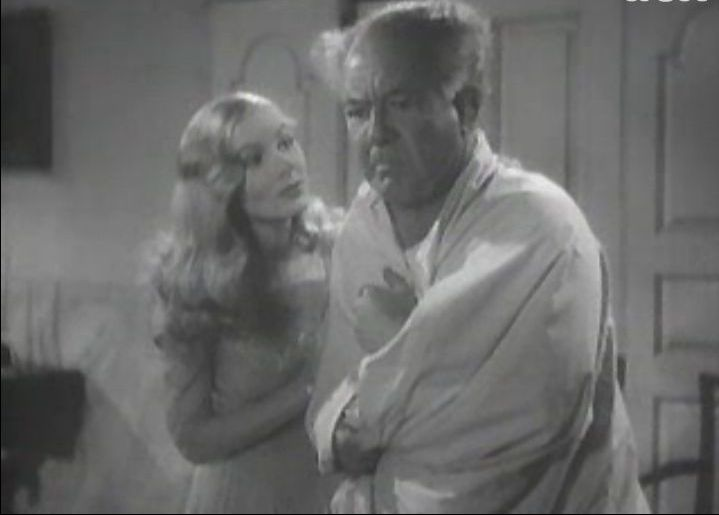
Cecil Kellaway în Nevasta-mea vrăjitoarea

- Nevasta-mea vrăjitoarea (I Married a Witch, 1942) - Daniel
- My Heart Belongs to Daddy (1942) - Alfred Fortescue
- Star Spangled Rhythm (1942) - Cecil Kellaway (nemenționat)
- Freedom Comes High (1943, Short) - Ellen's Father
- Forever and a Day (1943) - Dinner Guest
- The Crystal Ball (1943) - Pop Tibbets
- It Ain't Hay (1943) - King O'Hara
- The Good Fellows (1943) - Jim Hilton
- Showboat Serenade (1944, Short) - Colonel Jordan
- Frenchman's Creek (1944) - William
- Mrs Parkington (1944) - Edward, Prince of Wales
- And Now Tomorrow (1944) - Dr. Weeks
- Practically Yours (1944) - Marvin P. Meglin
- Love Letters (1945) - Mac
- Kitty (1945) - Thomas Gainsborough
- The Postman Always Rings Twice (1946) - Nick Smith
- Easy to Wed (1946) - J. B. Allenbury
- Monsieur Beaucaire (1946) - Count D'Armand
- The Cockeyed Miracle (1946) - Tony Carter
- Variety Girl (1947) - Cecil Kellaway
- Unconquered (1947) - Jeremy Love
- Always Together (1947) - Jonathan Turner
- The Luck of the Irish (1948) - Horace
- Joan of Arc (1948) - Jean Le Maistre – Inquisitor of Rouen
- The Decision of Christopher Blake (1948) - Judge Alexander Adamson
- Portrait of Jennie (1948) - Matthews
- Down to the Sea in Ships (1949) - Slush Tubbs
- The Reformer and the Redhead (1950) - Doctor Kevin G. Maguire
- Harvey (1950) - Dr. Chumley
- Kim (1950) - Hurree Chunder
- Katie Did It (1951) - Nathaniel B. Wakeley VI
- Francis Goes to the Races (1951) - Colonel Travers
- Half Angel (1951) - Harry Gilpin
- The Highwayman (1951) - Lord Herbert
- Thunder in the East (1952) - Dr. Willoughby
- Just Across the Street (1952) - Pop Smith
- My Wife's Best Friend (1952) - Rev. Thomas Chamberlain
- Young Bess (1953) - Mr. Parry
- The Beast from 20,000 Fathoms (1953) - Dr. Thurgood Elson
- Cruisin' Down the River (1953) - Thadeus Jackson
- Paris Model (1953) - Patrick J. "P. J." Sullivan
- The Prodigal (1955) - Governor
- Interrupted Melody (1955) - Bill Lawrence
- Female on the Beach (1955) - Osbert Sorenson
- The Toy Tiger (1956) - James Fusenot
- Johnny Trouble (1957) - Tom McKay
- The Proud Rebel (1958) - Doctor Enos Davis
- Destination Space (1959 TV movie) - Dr. A. A. Andrews
- The Shaggy Dog (1959) - Professor Plumcutt
- The Private Lives of Adam and Eve (1960) - Doc Bayles
- Francis of Assisi (1961) - Cardinal Hugolino
- Tammy Tell Me True (1961) - Captain Joe
- Zotz! (1962) - Dean Joshua Updike
- The Cardinal (1963) - Monsignor Monaghan
- Hush...Hush, Sweet Charlotte (1964) - Harry Willis
- Quick, Let's Get Married (1964) - The Bishop
- Spinout (1966) - Bernard Ranley
- The Adventures of Bullwhip Griffin (1967) - Mr. Pemberton
- Kismet (1967 TV movie)
- Guess Who's Coming to Dinner (1967) - Monsignor Mike Ryan
- Fitzwilly (1967) - Buckmaster
- Getting Straight (1970) - Doctor Kasper
- Call Holme (1972 TV movie) - Lord Basil Hyde-Smith

## Teatru (selecție)
- Potash and Perlmutter –  Africa de Sud[8]
- The Prince of Pilsen – Africa de Sud[9]
- The Little Whopper (1921)[10]
- Monseuir Beaucaire (1917) – toured India and Africa[11]
- A Night Out (ian-aept 1922) – Melbourne, Sydney, Adelaide
- Mary (oct 1922 – april 1923) – Melbourne, Brisbane, Sydney
- A Night Out (april 1923) – Sydney
- The Cabaret Girl (aug 1923 – March 1924)
- Kissing Time (mai 1924) – Melbourne
- Whirled into Happiness (June–July 1924) – Melbourne
- Katja (dec. 1925) – Sydney
- The Belle of New York
- Primrose (august 1925) – Sydney
- Frasquita (aprilie 1927) – Sydney
- Princess Charming (iulie 1928) – Brisbane
- Hold Everything (iulie 1929)
- Florodora (1931)
- A Warm Corner (sept 1931)
- Sons o' Guns (1931)
- Blue Roses (aprilie–august 1932) – Melbourne, Sydney, Brisbane, Adelaide, Wellington, Auckland
- Hold my Hand (octombrie 1932) – Her Majesty's Theatre, Sydney
- The Gipsy Princess
- The Dubarry (iulie 1934) – Theatre Royal, Adelaide
- Music in the Air (iulie 1934) – Theatre Royal, Adelaide
- Roberta (Martie 1935) – Theatre Royal, Sydney
- High Jinks (mai 1935) – Theatre Royal, Sydney
- Ball at the Savoy (iulie 1935) – Adelaide
- A Southern Maid (1937)
- The Merry Widow – cu Gladys Moncrieff